# یازی‌باشی (قره‌عیسی‌لی)
یازی‌باشی (به ترکی استانبولی: Yazıbaşı) یک منطقهٔ مسکونی در ترکیه است که در کارایسالی واقع شده‌است.